# Qalağayın
Qalaqayın è un comune dell'Azerbaigian situato nel distretto di Sabirabad. Conta una popolazione di 7 489 abitanti.

## Origine del nome
L'antico villaggio di Sabirabad, uno dei più antichi villaggi e uno degli etnotopi, è Galagayin. La data dell'inizio della storia appartiene al 4 ° secolo. Sfortunatamente, non ci sono informazioni sul periodo iniziale. "Terra Mughan" conosciuta come "Khavar Zemin", cioè "terreno di Gunashli", i Turchi, i Persiani e altri invasori alieni furono perseguitati ma sopraffatti da tutti gli attacchi del nemico, trasformati in un castello impresso. Da quel momento in poi, "Khavar Zemin" fu sostituito dal nome di Galagain.